# Selkäsaaret (ö i Finland, Päijänne-Tavastland, Lahtis, lat 61,44, long 26,17)
Selkäsaaret är en ö i Finland. Den ligger i sjön Salajärvi och i kommunen Gustav Adolfs i den ekonomiska regionen  Lahtis ekonomiska region  och landskapet Päijänne-Tavastland, i den södra delen av landet, 160 km norr om huvudstaden Helsingfors. Öns area är 0,2 hektar och dess största längd är 80 meter i nord-sydlig riktning.  Notera att namnet antyder att det är fråga om flera öar.